# Un jinete en el cielo
Un jinete en el cielo (también traducido como El jinete en el cielo) es un cuento muy antologizado del soldado y escritor  Ambrose Bierce. Fue publicado el 14 de abril de 1889 bajo el título A Horseman in the Sky en la edición dominical de The Examiner, un periódico de San Francisco propiedad de William Randolph Hearst.  Está ambientado durante la de la guerra de Secesión y es una de las narraciones bélicas más conocidas del autor. Bierce revisó la historia para publicarla en su libro Cuentos de soldados y civiles.

## Argumento
Un soldado de la Unión yace dormido en lugar de actuar como centinela. Si bien se ha comportado valientemente en el pasaso, su negligencia implicaría la pena de muerte. Cuando despierta, ve a un soldado confederado a caballo sobre una cornisa. Considera dispararle al enemigo pero se encuentra en un conflicto moral. Al final, le dispara al caballo. Tanto el hombre como su caballo se despeñan.
Un oficial que se encuentra en el bosque bajo la cornisa mira hacia arriba y ve al hombre a caballo, aparentemente corriendo por el cielo. Esto lo deja en shock y casi se desmaya. Cuando se recupera va a buscar al hombre pero no encuentra ni al jinete ni caballo. Cuando regresa al campamento, no dice nada. Mientras tanto, un sargento se acerca al soldado para preguntarle qué ha visto, y este le dice que disparó al caballo para matar al hombre. Cuando le pide que identifique al hombre, explica que era su padre.

## Análisis
Un jinete en el cielo destaca el impacto destructivo de la guerra en una familia.  El personaje central es un joven virginiano, llamado Carter Druse, que decide luchar por la Unión, traicionando a su estado y abandonando a su familia. Se ve inevitablemente obligado a matar a un jinete confederado, que es su padre, quien alguna vez le había dicho: "Pase lo que pase, haga lo que considere su deber". La historia gira en torno a las reflexiones y sentimientos de este joven. En la primera versión de la historia, Druse, ante una elección imposible entre el deber patriótico y la obediencia filial, pierde la cabeza. 
Se ha argumentado que la reescritura del relato por parte de Bierce y la reacción de Carter Druse a la muerte de su padre reflejan el intento del autor de aceptar su propio trauma de guerra, específicamente su herida en la cabeza que ha sido diagnosticada como un traumatismo craneoencefálico (LCT). 
El escenario con un acantilado es esencial para que la historia funcione. Bierce, que fue oficial topógrafo en la guerra, describe el entorno con mucho detalle, mostrando su talento para la descripción topográfica.  Se supone que la imagen de un oficial confederado cayendo presenta una imagen grandiosamente grotesca que parece anunciar el Apocalipsis". 
Bierce aparentemente consideró Un jinete en el cielo una de sus historias más fuertes, ya que decidió comenzar sus Cuentos de soldados y civiles con ella.  Desde una perspectiva freudiana, la narración ejemplificaría "los actos compulsivos de parricidio de Bierce".  Algunos de los biógrafos de Bierce sostienen que "escribió demasiadas historias sobre hijos que mataban a sus padres", como lo evidencian los relatos de su llamado Club del Parricidio (Patricide Club). 

## Influencia
La novela de Carlos Fuentes El viejo gringo (1985), un relato novelado de la desaparición de Bierce, contiene numerosas alusiones a "Un jinete en el cielo". 